# Kochava
La kochava ou kossava (en Serbe : Košava) est un vent qui souffle en Serbie, du nord-est au sud-ouest. Il se forme lorsqu'il y a une zone de haute pression au-dessus de l'Ukraine et de la Moldavie et une zone de basse pression au-dessus de la Méditerranée occidentale. Il souffle à travers les Carpates et est ressenti de la Voïvodine au nord, jusqu'à Niš au sud et jusqu'au pied des hauteurs de la Serbie occidentale.
Ce vent souffle, habituellement, à l'automne et en hiver. Traditionnellement froid, il peut, exceptionnellement, être chaud.